# Андрей Чипов
Андрей Пандов Чипов (на гръцки: Ανδρέας Τσίπας, Андреас Ципас, на македонска литературна норма: Андреја Чипов, Андрея Чипов) е гръцки политик, генерален секретар на Централния комитет на Комунистическата партия на Гърция (КПГ).

## Биография
Чипов е роден в 1904 година в леринското село Пътеле, тогава в Османската империя. Баща му Пандо Чипов се занимава със земеделие и тютюпопроизводство, а по-късно емигрира в Америка и умира в Индианаполис.
През 20-те години Пътеле става опорна точка на Комунистическата партия на Гърция в Егейска Македония, а през 30-те години в селото е образувана секция на Вътрешната македонска революционна организация(обединена). В 1933 година Чипов става лидер на ВМРО (обединена) в Егейска Македония и същевременно член на Централния комитет на ГКП.
През 1935 година взема участие в работата на Седмия конгрес на Комунистическия интернационал в Москва. На последните предвоенни избори в Гърция, проведени на 31 януари 1936 година, Чипов е избран за народен представител с листата на КПГ. Пълномощията му в парламента на Гърция се прекратяват с въвеждане на диктатурата на Йоанис Метаксас през август същата година.
Между 1936 и 1941 година Чипов е в затвора „Акронавплия“ в Навплио. Там е избран за секретар на партийния комитет, излъчен от нелегалните партийни организации на комунистите-затворници. След разгрома на Гърция от Нацистка Германия през пролетта на 1941 година, Чипов заедно с Атанас Пейков, Лазар Дамов и други политически затворници от български произход е освободен от затвора „Акронавплия“ на 30 юни. Това става по настояване на Солунския български клуб пред германските окупационни власти, след като – общо 24-ма от затворниците декларират пред германците българския си произход.
След освобождението си Чипов се заема с възстановянето на организацията на КПГ. Заедно с Андреас Дзимас и Костас Лазаридис – също освободени от затвора, както и с Петрос Русос, Панделис Карагицис и Хриса Хадзивасилиу на среща през юли 1941 година, която по-късно е наречена VI пленум на КПГ, съставят нов Централен комитет, като Чипов става генерален секретар. Този Централен комитет успява да спечели признание от стария ЦК и от регионалните лидери на партията.
На VII пленум на ЦК през септември 1941 година Чипов е освободен от поста си, тъй като е небрежен по отношение на сигурността. Твърди се също, че злоупотребява с алкохола и има неадекватно поведение за поста, който заема. След свалянето от поста си, той е изолиран като „политически неблагонадежден“ и през януари 1942 година, търси убежище в София. Тук той остава осем месеца, като никога не успява да обясни какво точно е правил по време на престоя си. Според някои източници в София Чипов е привлечен за агент на българските тайни служби. Според югославския историк Ристо Кирязовски Андрей Чипов е освободен от поста Генерален секретар поради негръцкия му произход. Същото мнение се поддържа и от българския историк Георги Даскалов.
По време на Гръцката гражданска война Чипов е активен лидер на Славяномакедонския народоосвободителен фронт (СНОФ).
Умира от туберкулоза в Битоля, ФНРЮ, през 1956 година, изолиран и изпаднал в алкохолна зависимост.